# بروطيا كثيفة
بروطيا كثيفة (الاسم العلمي: Protea compacta) هو نوع من النباتات يتبع جنس البروطيا من الفصيلة البروطية.